# Waichiro Omura
Waichiro Omura (Shizuoka, 1. siječnja 1933.) japanski je nogometaš.

## Klupska karijera
Igrao je za Tanabe Pharmaceuticals.

## Reprezentativna karijera
Za japansku reprezentaciju igrao je od 1956. do 1958. godine. Odigrao je 5 utakmica.
S japanskom reprezentacijom Waichiro Omura je igrao na Olimpijskim igrama 1956.

## Statistika
| Japan  | Japan | Japan |
| Godina | Nas.  | Gol.  |
| ------ | ----- | ----- |
| 1956.  | 3     | 0     |
| 1957.  | 0     | 0     |
| 1958.  | 2     | 0     |
| Ukupno | 5     | 0     |

## Vanjske poveznice
- National Football Teams
- Japan National Football Team Database